# شاهات الأرمن
شاهات الأرمن أو بنو سكمان أو شاهات خلاط وهم أحد الإمارات التي حكمت في الأناضول في الفترة مابين القرنيين الحادي عشر والثاني عشر. وكان حكمهم نتيجة لانتصار السلاجقة في معركة ملاذكرد. كانت عاصمة إمارتهم مدينة خلاط في شمال غرب بحيرة وان. وقد ضمت منطقة حكمهم معظم محافظتي بدليس ووان وأجزاء من بطمان وسعرد ودياربكر

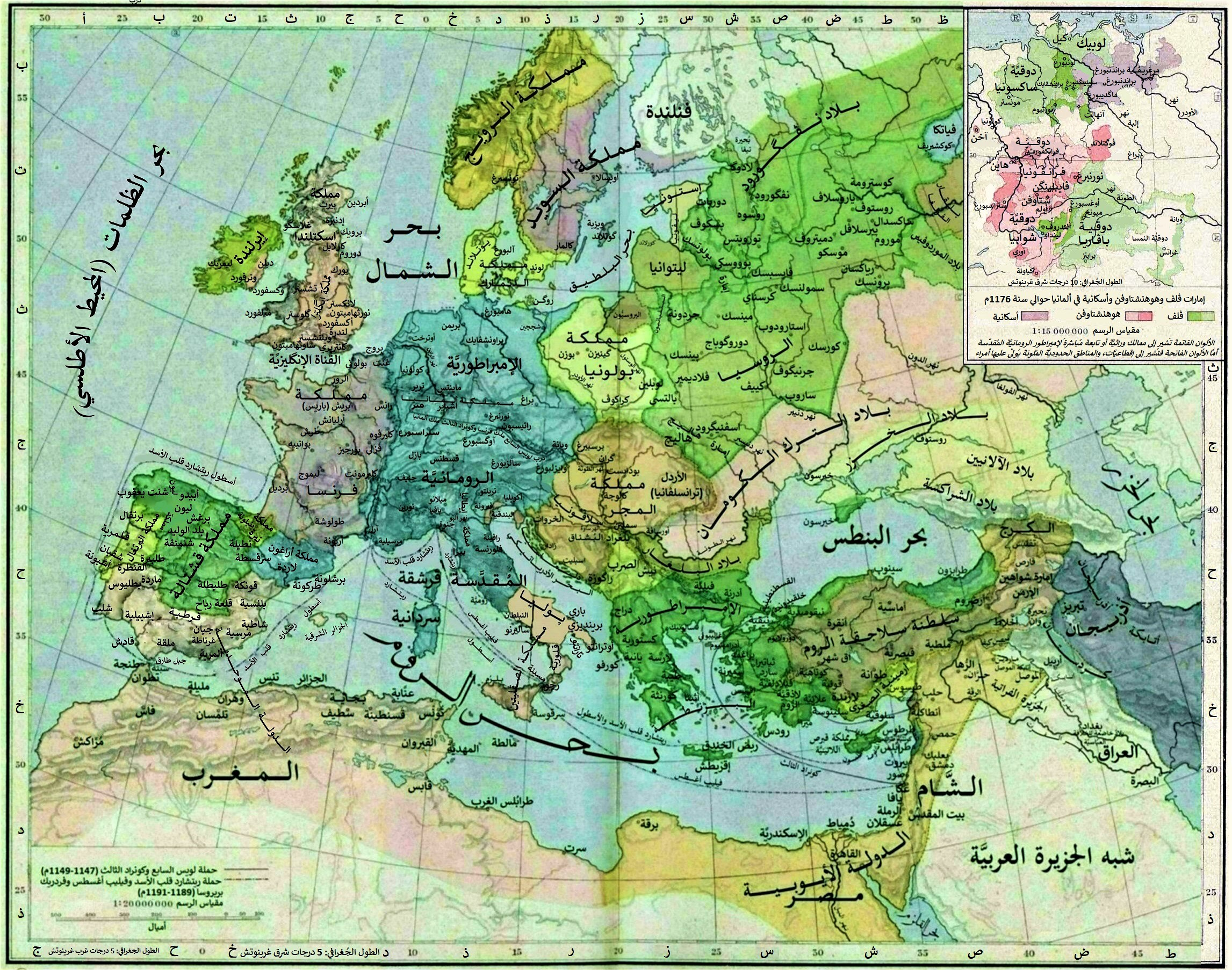
الدولة شاه ارمين(Dominions of Shah-Armen state)

تدعى هذه الإمارة أيضاً بإمارة بنو سكمان نسبة إلى مؤسسها سكمان الكتبي والذي كان أحد قادة السلطان السلجوقي ألب أرسلان وأسس إمارته في خلاط في عام 1100. وعلى الرغم من الارتباط الوثيق بين الإمارة والسلطنة السلجوقية، إلا أنها اتبعت سياسة مستقلة مثل حروبها ضد مملكة جورجيا بالتحالف مع بنو سلدق. كما كانت هناك علاقات قوية مع الأرتقيون.
كان العصر الذهبي لشاهات الأرمن خلال فترة حكم سكمان الثاني الممتدة 57 عاماً (1128–1185) والذي كان متزوجاً من ابنة أو أخت أمير بنو سلدق. لكن نظراً لأن سكمان الثاني لم يكن له أولاد وقعت الإمارة تحت حكم مماليكه بعد وفاته. سيطر الأيوبيون سنة 1207 على الإمارة بناءً على طلب من سكان خلاط بعد أن قتل طغرل شاه آخر حاكم من حكام شاهات الأرمن.

## قائمة الحكام
| 1100-1112 | سكمان الكتبي                               | سكمان الكتبي                               | سكمان الكتبي                               |
| 1112-1126 | ظاهر الدين إبراهيم بن سكمان                | ظاهر الدين إبراهيم بن سكمان                | ظاهر الدين إبراهيم بن سكمان                |
| 1126-1128 | أحمد بن سكمان                              | أحمد بن سكمان                              | أحمد بن سكمان                              |
| 1126-1128 | يعقوب بن سكمان                             |                                            |                                            |
| 1128-1185 | ناصر الدين سكمان بن إبراهيم (سكمان الثاني) | ناصر الدين سكمان بن إبراهيم (سكمان الثاني) | ناصر الدين سكمان بن إبراهيم (سكمان الثاني) |
| 1185-1193 | سيف الدين بيكتيمور                         | سيف الدين بيكتيمور                         | سيف الدين بيكتيمور                         |
| 1193-1197 | بدر الدين آق سنقر                          | بدر الدين آق سنقر                          | بدر الدين آق سنقر                          |
| 1197      | شجاع الدين كوتلوج                          | شجاع الدين كوتلوج                          | شجاع الدين كوتلوج                          |
| 1197-1207 | الملك المنصور محمد                         | الملك المنصور محمد                         | الملك المنصور محمد                         |
| 1207      | عز الدين بالبان                            | عز الدين بالبان                            | عز الدين بالبان                            |
| 1207      | الضم إلى الإيوبيين                         | الضم إلى الإيوبيين                         | الضم إلى الإيوبيين                         |